# França nos Jogos Olímpicos de Inverno de 2002
A França participou dos Jogos Olímpicos de Inverno de 2002 em Salt Lake City, nos Estados Unidos. O país estreou nos Jogos em 1924 e em Salt Lake City fez sua 19ª apresentação.

## Medalhas
| Atleta                                                       | Esporte             | Evento                           | Medalha |
| ------------------------------------------------------------ | ------------------- | -------------------------------- | ------- |
| Carole Montillet                                             | Esqui alpino        | Downhill feminino                | Ouro    |
| Jean-Pierre Vidal                                            | Esqui alpino        | Slalom masculino                 | Ouro    |
| Marina Anissina Gwendal Peizerat                             | Patinação artística | Dança no gelo                    | Ouro    |
| Isabelle Blanc                                               | Snowboard           | Slalom paralelo gigante feminino | Ouro    |
| Sebastien Amiez                                              | Esqui alpino        | Slalom masculino                 | Prata   |
| Laure Pequegnot                                              | Esqui alpino        | Slalom feminino                  | Prata   |
| Raphael Poiree                                               | Biatlo              | 12,5km perseguição masculino     | Prata   |
| Karine Ruby                                                  | Snowboard           | Slalom paralelo gigante feminino | Prata   |
| Doriane Vidal                                                | Snowboard           | Half-Pipe feminino               | Prata   |
| Vincent Defrasne Gilles Marguet Raphael Poiree Julien Robert | Biatlo              | Revezamento 7,5km masculino      | Bronze  |
| Richard Gay                                                  | Esqui estilo livre  | Moguls masculino                 | Bronze  |